# Obszar metropolitalny Charlotte
Obszar metropolitalny Charlotte – obszar metropolitalny znajdujący się po obu stronach granicy stanów Karolina Północna i Karolina Południowa. Według spisu z 2020 roku liczy ponad 2,6 mln mieszkańców i jest 23. co do wielkości i jednym z najszybciej rozwijających się w Stanach Zjednoczonych. Obejmuje takie miasta jak: Charlotte, Gastonia, Concord, Huntersville i Rock Hill.

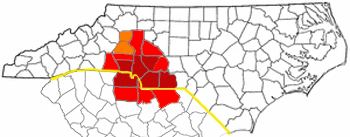
Mapa obszaru metropolitalnego Charlotte

## Podział
Obszar metropolitalny Charlotte (MSA) obejmuje następujące hrabstwa: Cabarrus, Gaston, Iredell, Lincoln, Mecklenburg, Rowan i Union w Karolinie Północnej, oraz Chester, Lancaster i York w Karolinie Południowej. Większy połączony obszar statystyczny (CSA) dodatkowo obejmuje hrabstwa Stanly i Cleveland, w Karolinie Północnej.

## Gospodarka
Obszar metropolitalny Charlotte to globalne centrum finansowe i rozrywkowe, a także ważny węzeł komunikacyjny. Charlotte będąc siedzibą Bank of America i Truist Financial, a także największym centrum zatrudnienia Wells Fargo jest drugim po Nowym Jorku co do wielkości centrum finansowym w Stanach Zjednoczonych. Inne firmy z listy Fortune 500 mające tutaj swoje siedziby, to: Brighthouse Financial, Duke Energy, Honeywell, Lowe’s, Nucor i Sonic Automotive.
Port lotniczy Charlotte jest szóstym co do wielkości lotniskiem na świecie pod względem ruchu lotniczego, a położenie miasta na skrzyżowaniu I-85 i I-77 sprawia, że jest to centrum logistyczne autostrad. Charlotte jest także centrum amerykańskich wyścigów samochodowych i domem dla klubów sportowych, takich jak: Carolina Panthers, Charlotte Hornets i Charlotte FC.

## Edukacja
Obszar metropolitalny Charlotte jest domem dla wielu znanych instytucji szkolnictwa wyższego, w tym University of North Carolina at Charlotte, Johnson & Wales University, Queens University of Charlotte, Davidson College, Belmont Abbey College, Central Piedmont Community College i wielu innych.

## Demografia
Według danych z 2019 roku metropolię zamieszkiwało 2 636 883 mieszkańców, w tym 65,7% mieszkańców stanowiła ludność biała (59,9% nie licząc Latynosów), 23,0% to byli czarnoskórzy Amerykanie lub Afroamerykanie, 3,8% to Azjaci, 2,9% miało rasę mieszaną, 0,4% to rdzenna ludność Ameryki i 0,04% to Hawajczycy i mieszkańcy innych wysp Pacyfiku. Latynosi stanowili 10,6% ludności aglomeracji.
Wśród osób deklarujących swoje pochodzenie do najliczniejszych grup należą osoby pochodzenia niemieckiego (10,4%), amerykańskiego (9,9%), irlandzkiego (8,1%), angielskiego (7,3%), szkockiego lub szkocko–irlandzkiego (4,8%), meksykańskiego (4,7%) i włoskiego (3,8%). Aglomerację zamieszkiwało także około 46 tys. osób polskiego pochodzenia (1,7%).
85,7% populacji w wieku powyżej 5 lat mówi w domu po angielsku i 8,7% po hiszpańsku. Inne języki nie miały więcej użytkujących jak 0,5% populacji.

## Religia

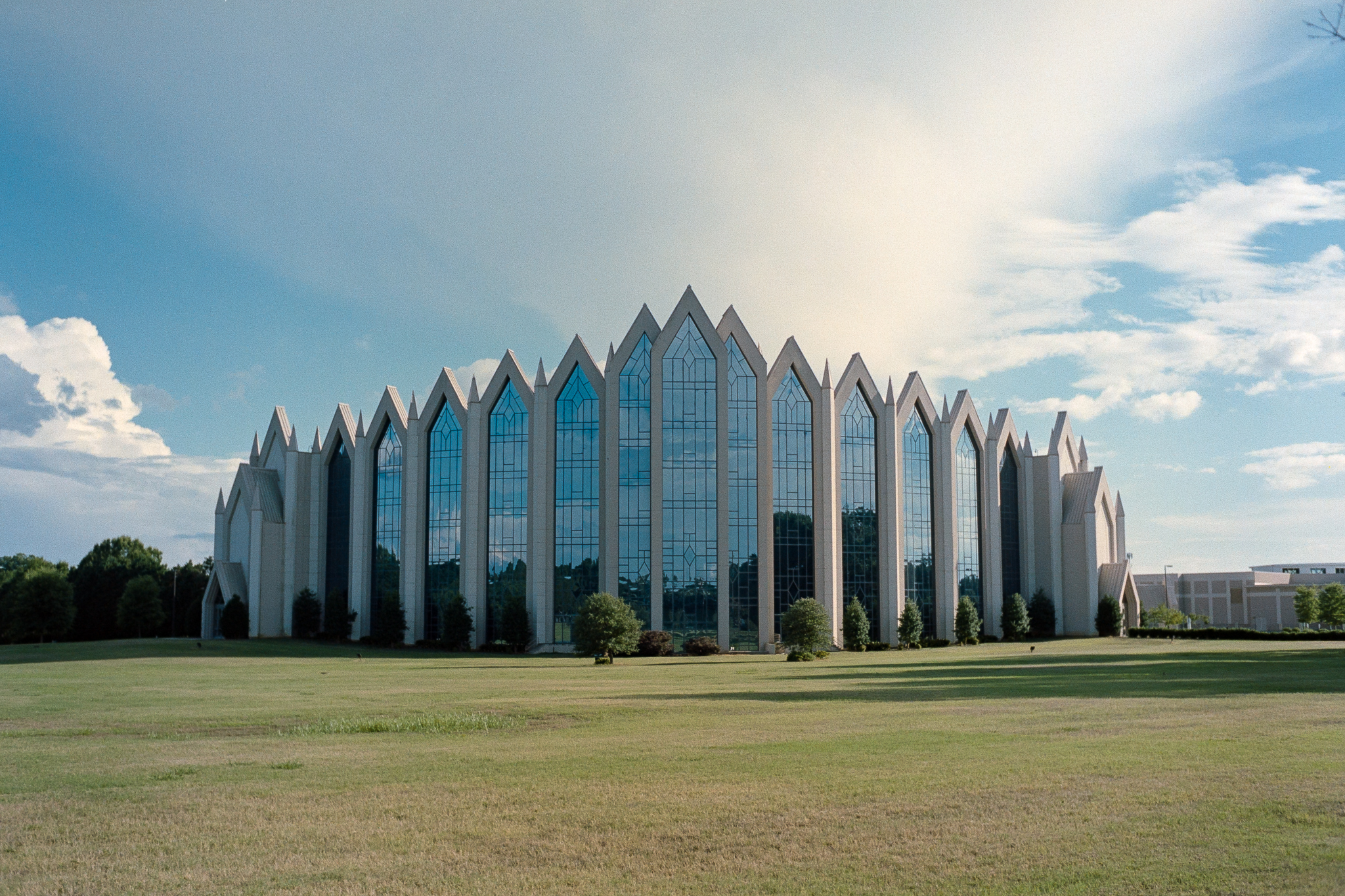
Bezdenominacyjny megakościół Calvary Church

Największe grupy religijne w 2020 roku: 
- Kościół katolicki – 320 816 członków w 38 parafiach,
- Południowa Konwencja Baptystów – 306 812 członków w 845 zborach,
- lokalne bezdenominacyjne zbory ewangelikalne – 291 586 członków w 480 zborach,
- Zjednoczony Kościół Metodystyczny – 141 481 członków w 333 kościołach,
- Kościoły kalwińskie (gł. Kościół Prezbiteriański USA i ARPC) – ok. 100 tys. członków w 351 kościołach,
- Kościoły zielonoświątkowe (gł. Kościół Boży i Zbory Boże) – ponad 70 tys. członków w 273 zborach.

Do największych niechrześcijańskich grup należeli: muzułmanie (46,4 tys.), świadkowie Jehowy (30,3 tys.) i mormoni (20 tys.).

## Atrakcje turystyczne

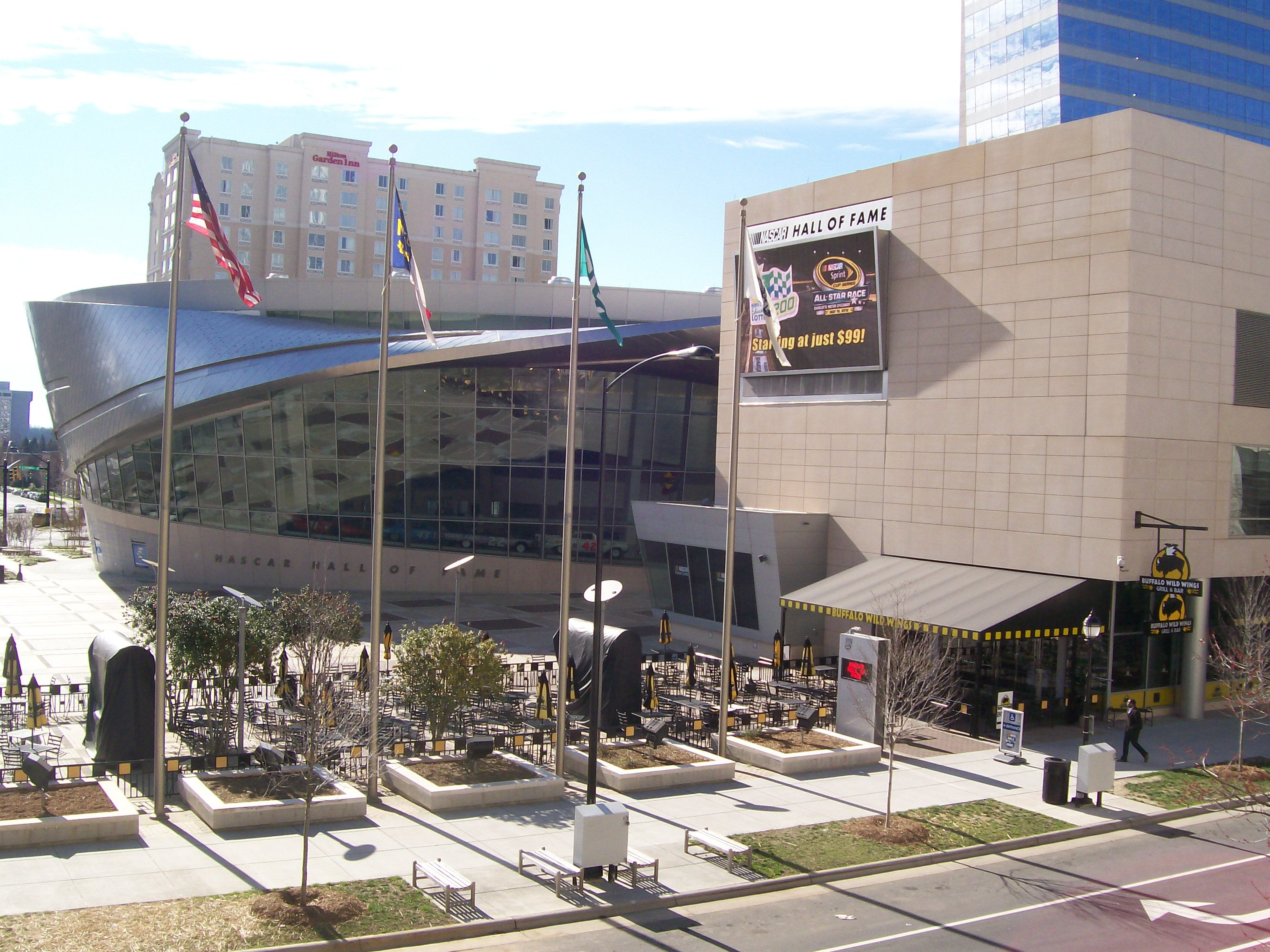
Galeria sław NASCAR
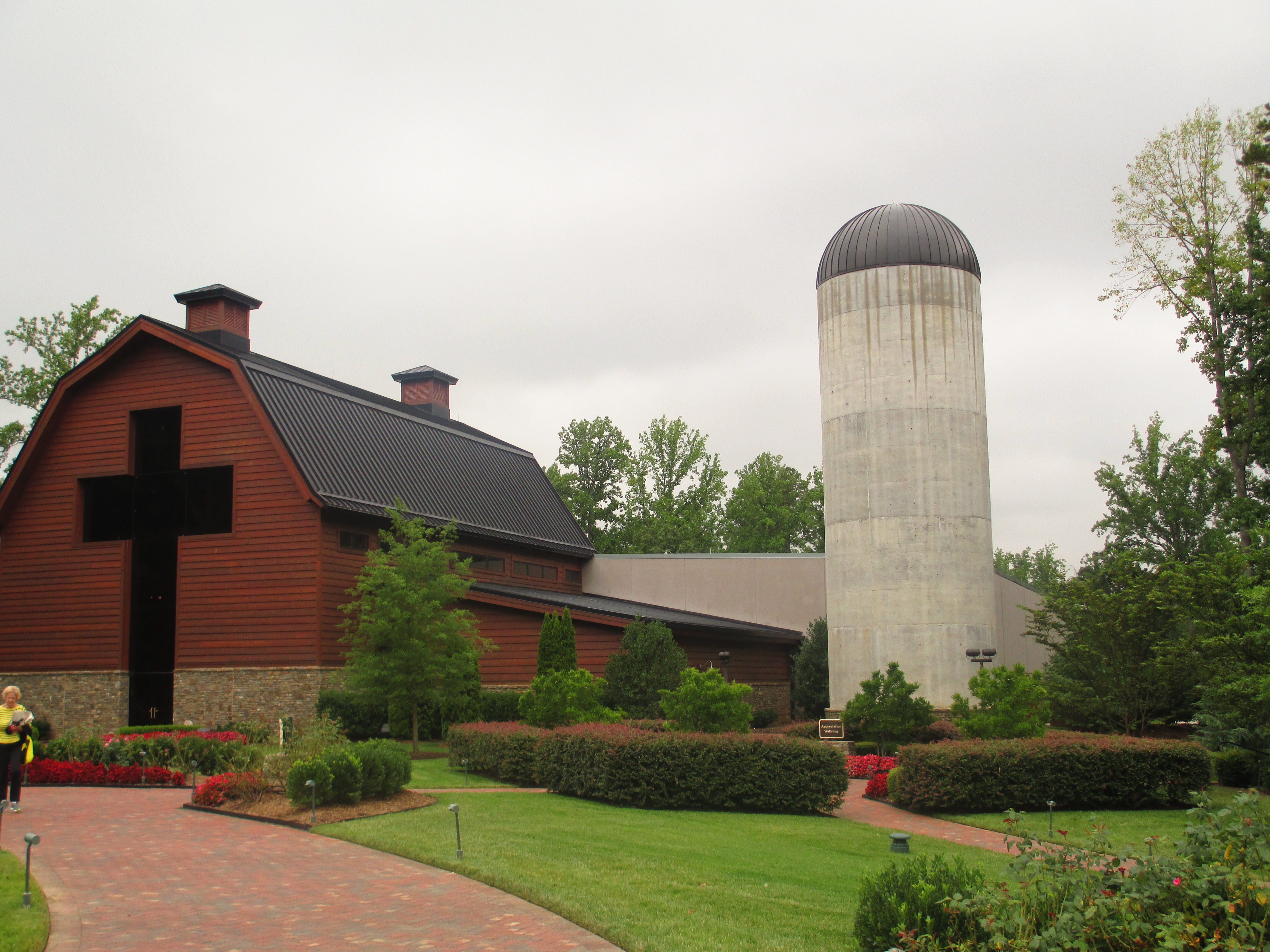
Biblioteka Billy’ego Grahama
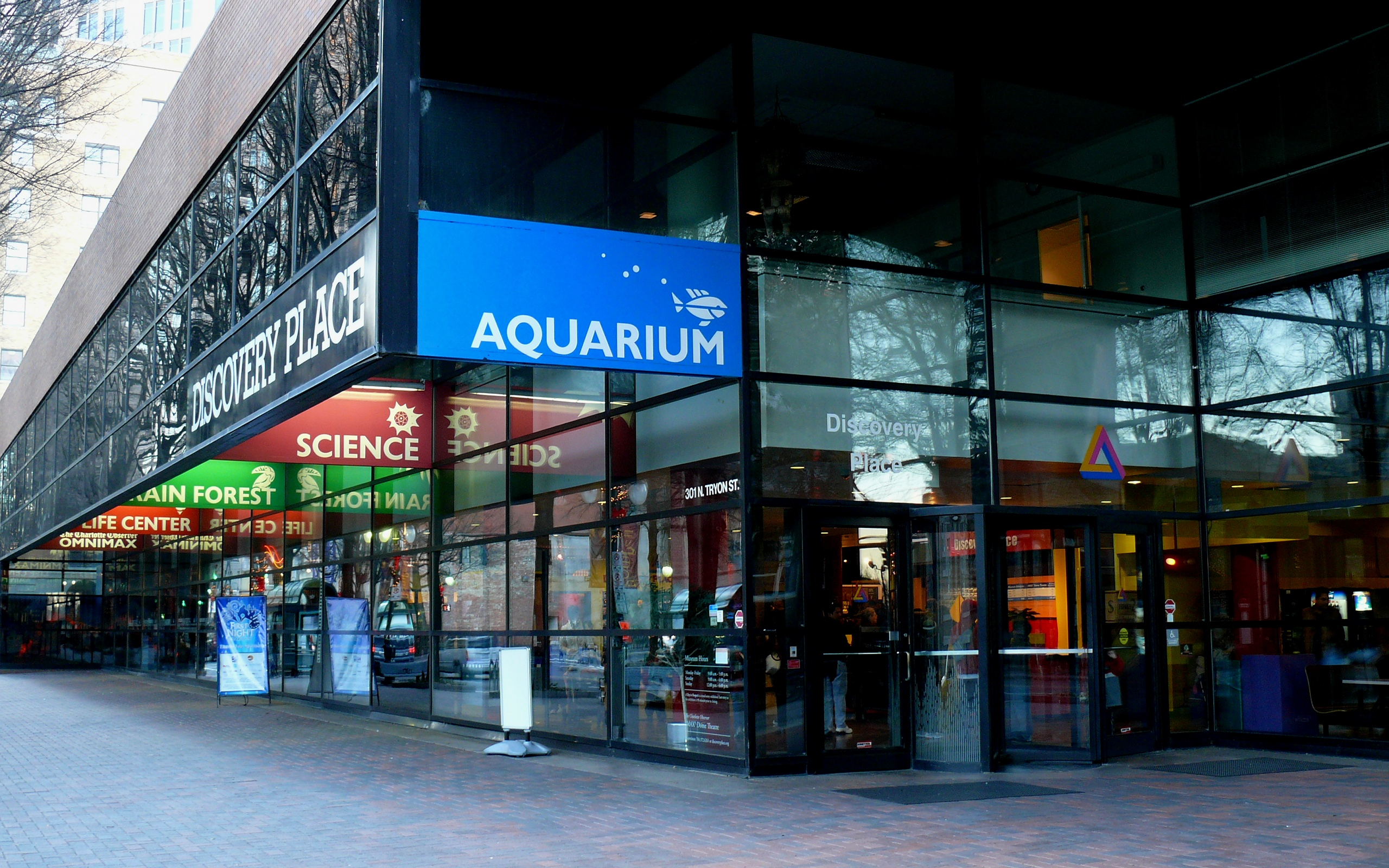
Muzeum Discovery Place
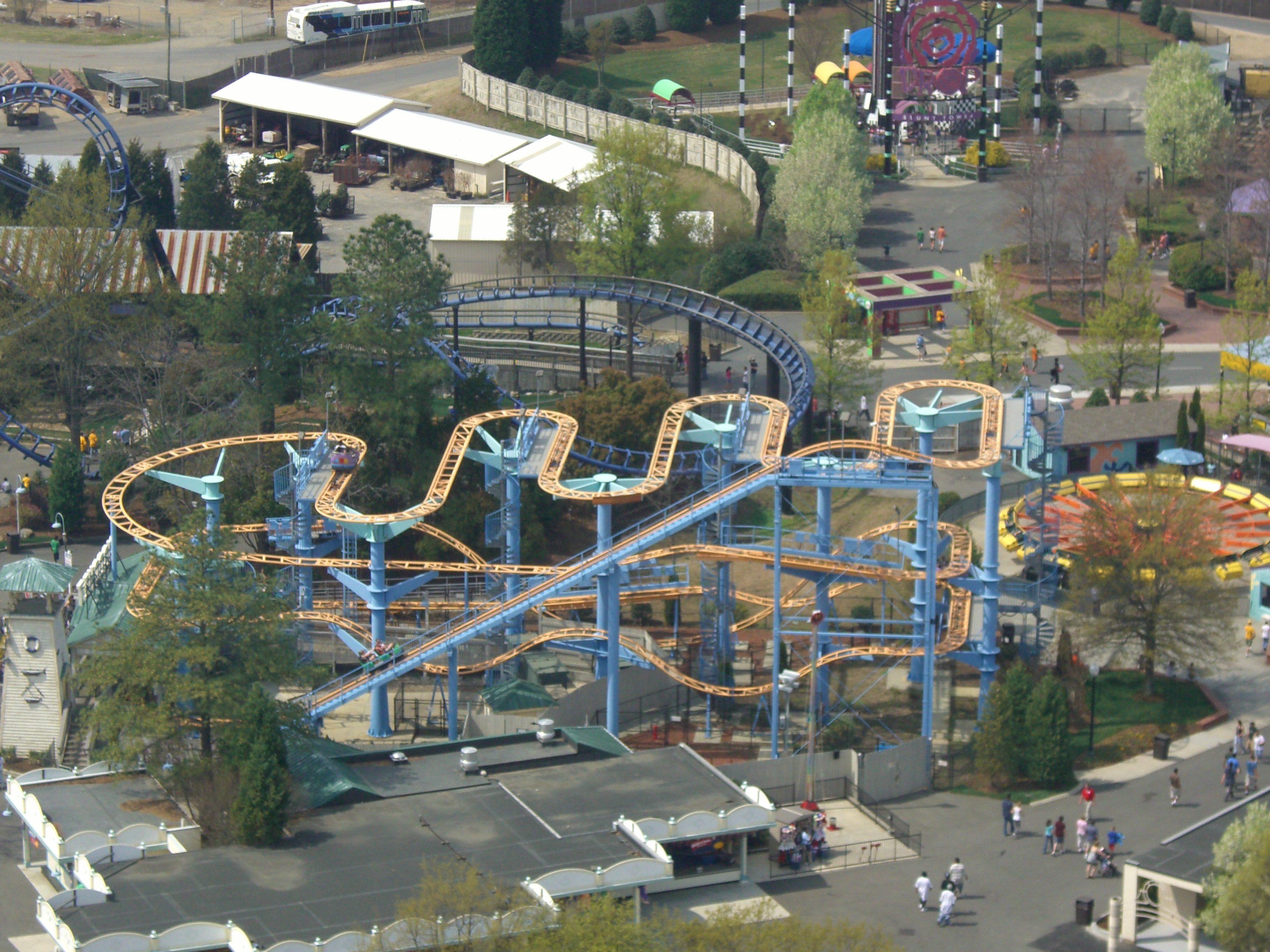
Park rozrywki Carowinds
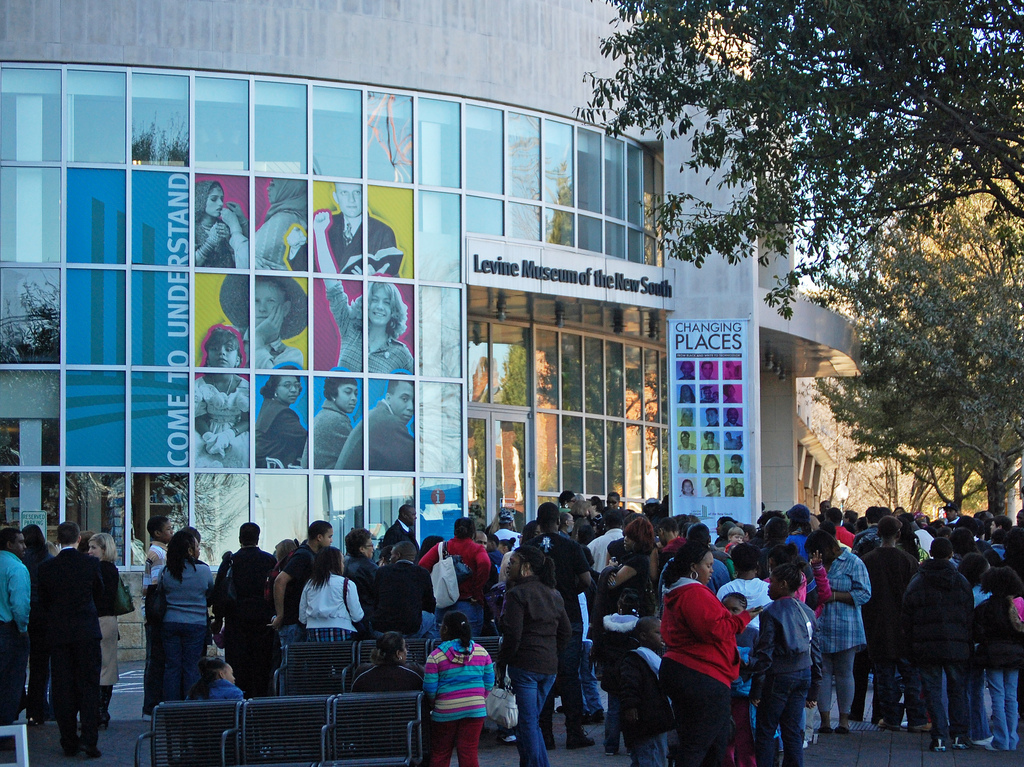
Muzeum historii
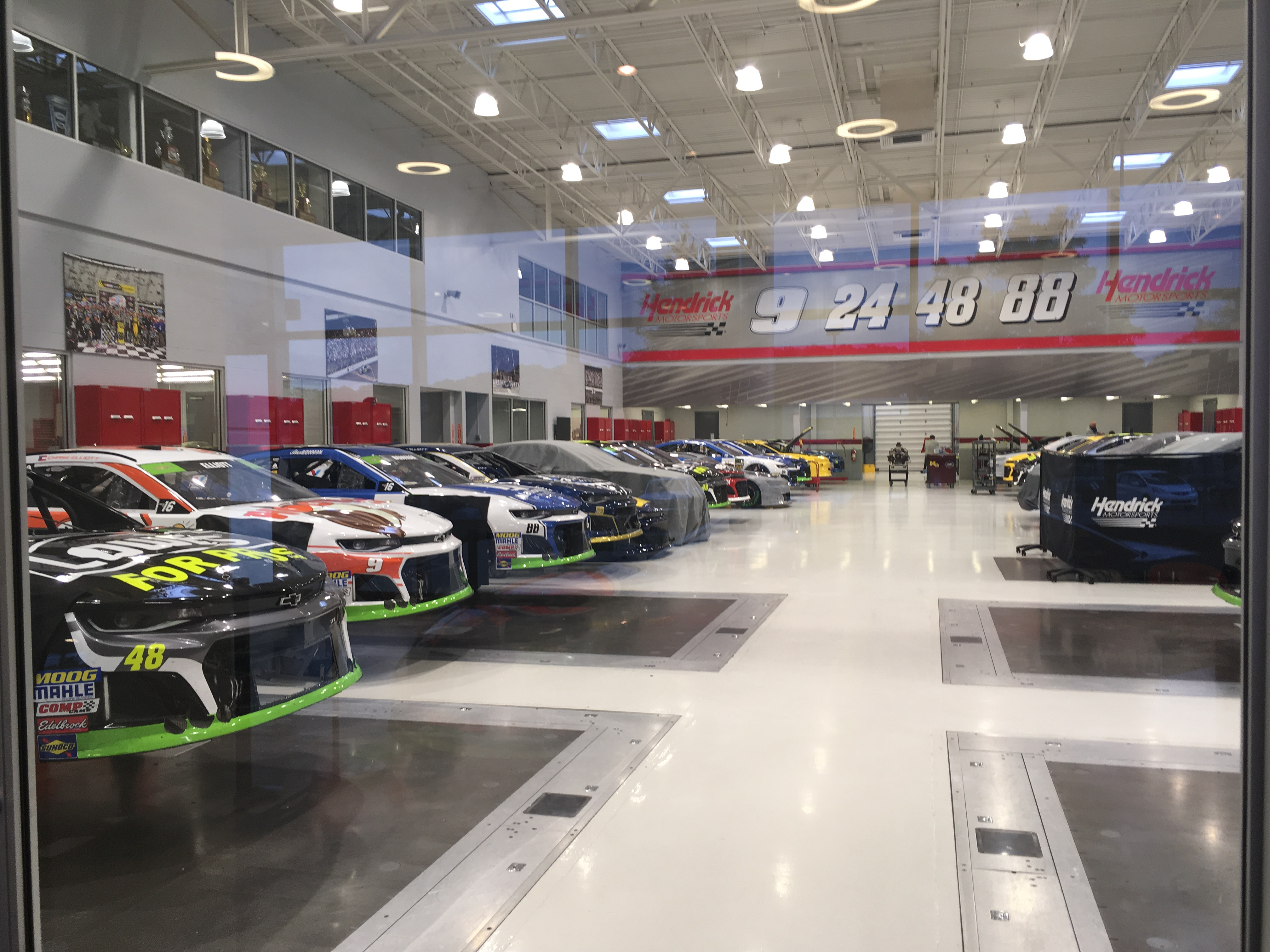
Muzeum samochodów wyścigowych
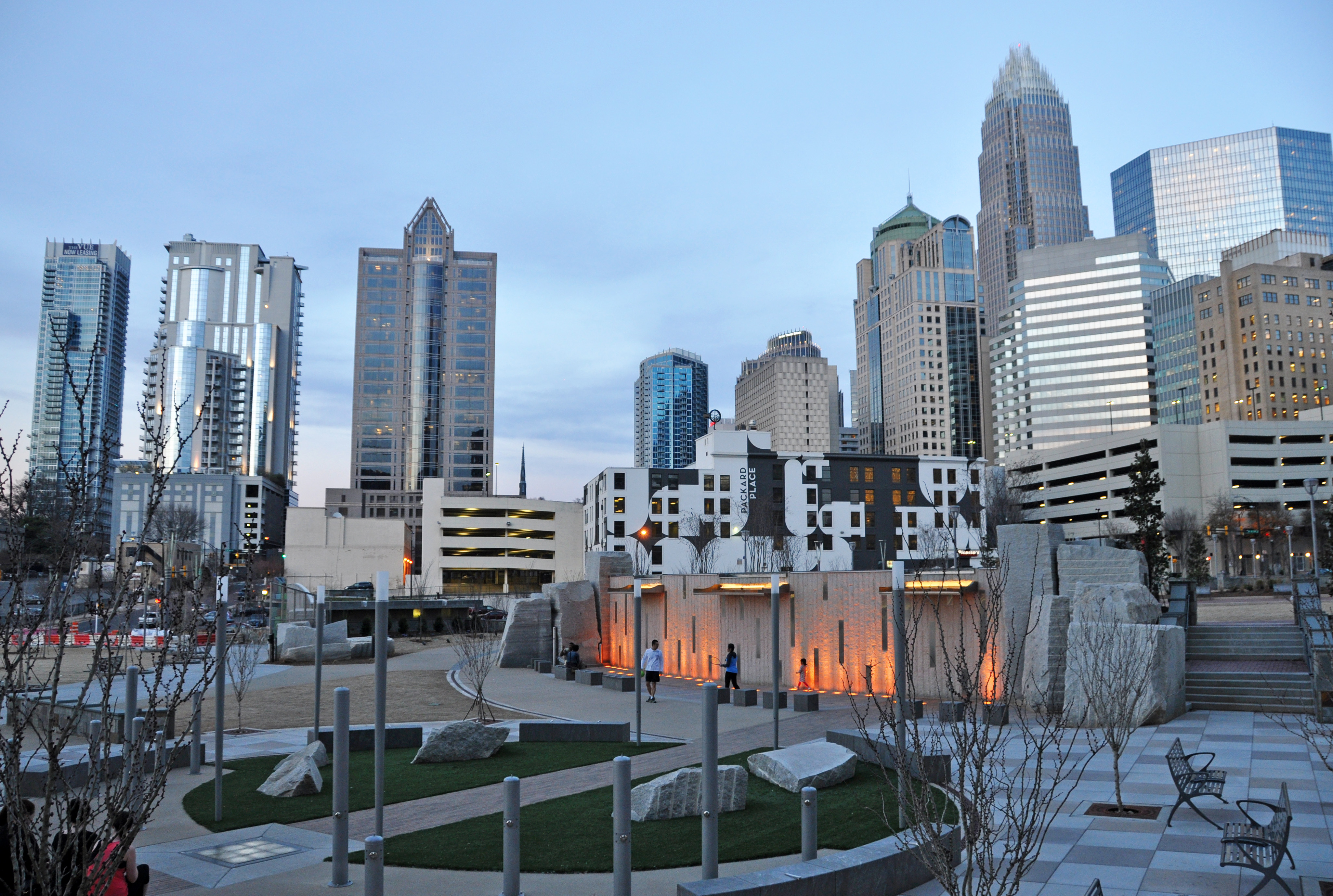
Romare Bearden Park
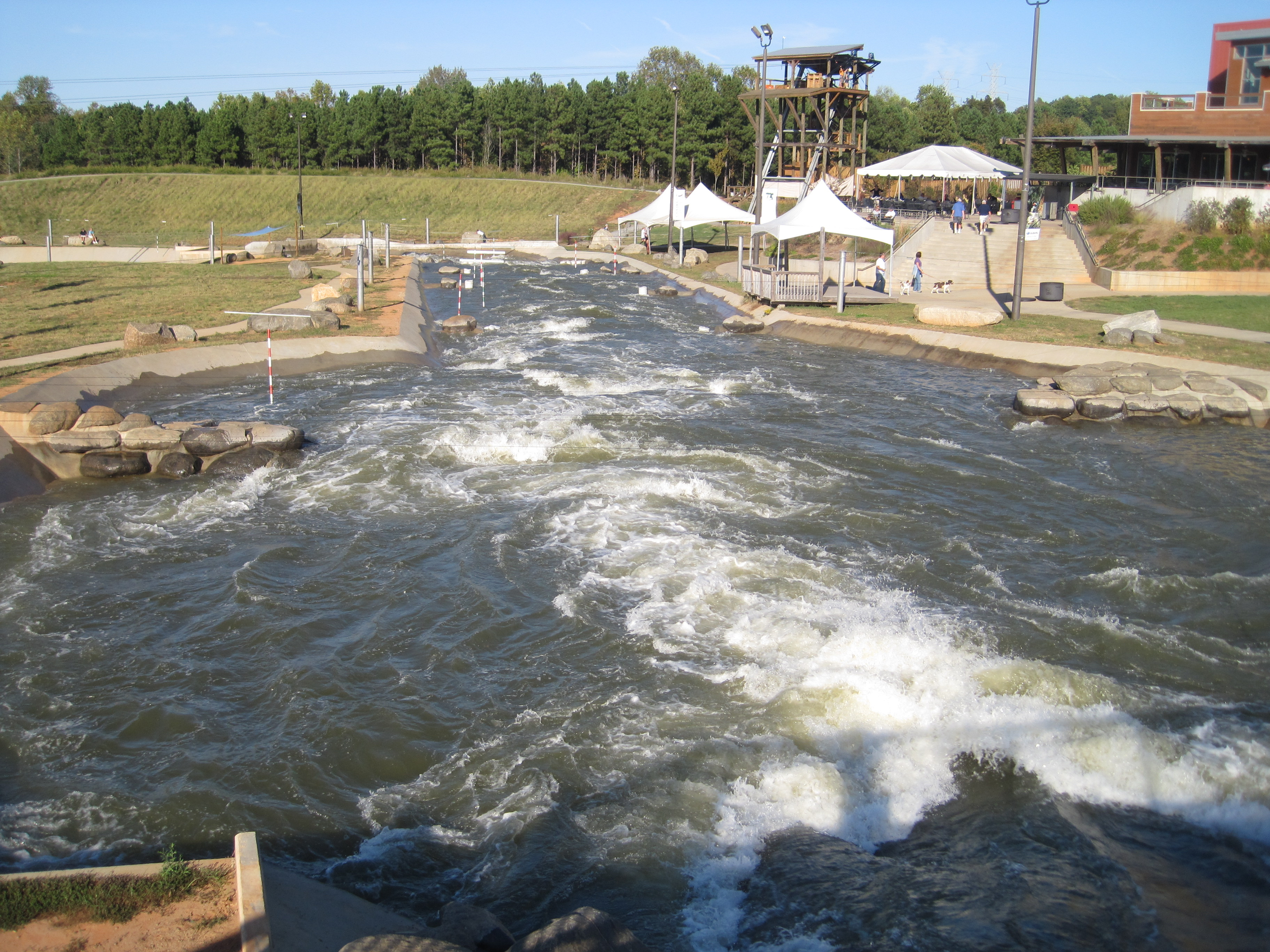
Spływ kajakowy
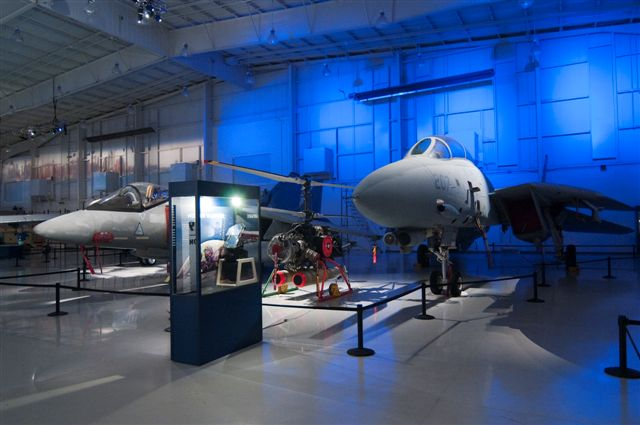
Muzeum lotnictwa
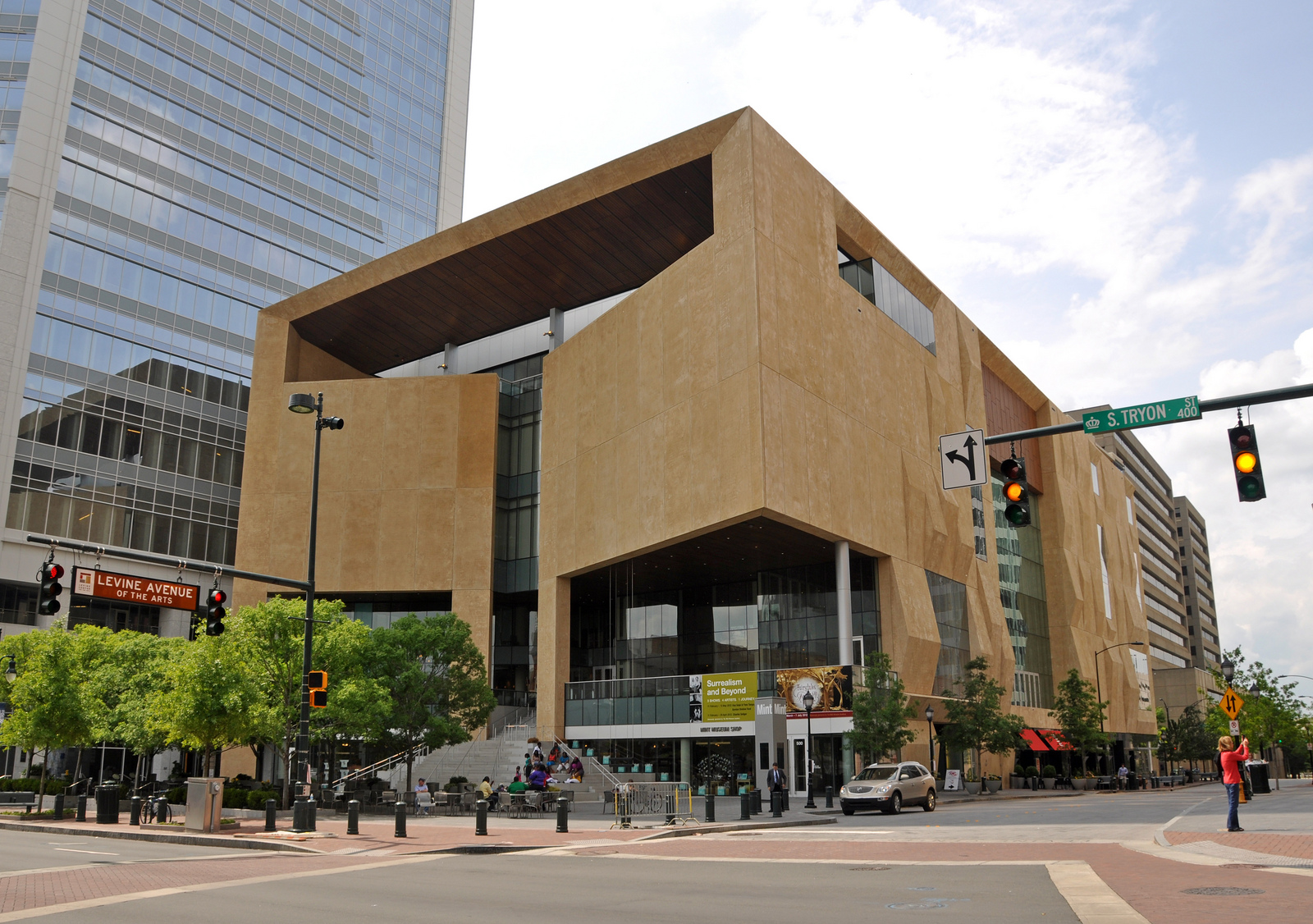
Muzeum sztuki
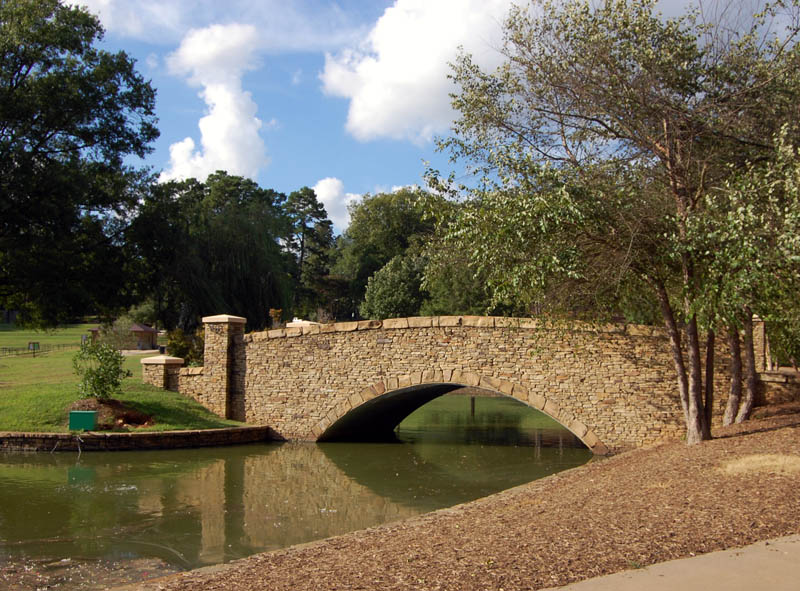
Park wolności
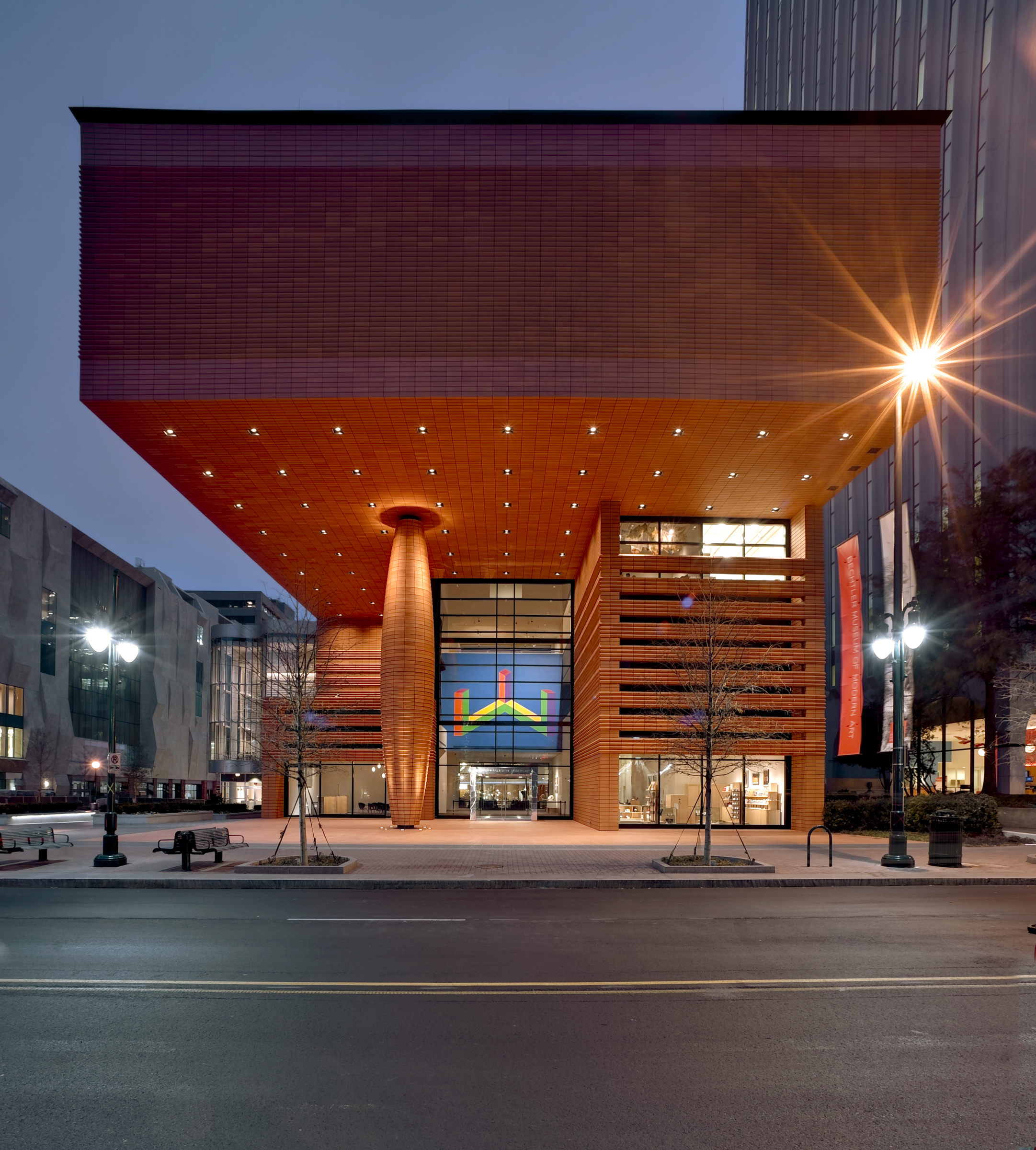
Muzeum sztuki nowoczesnej
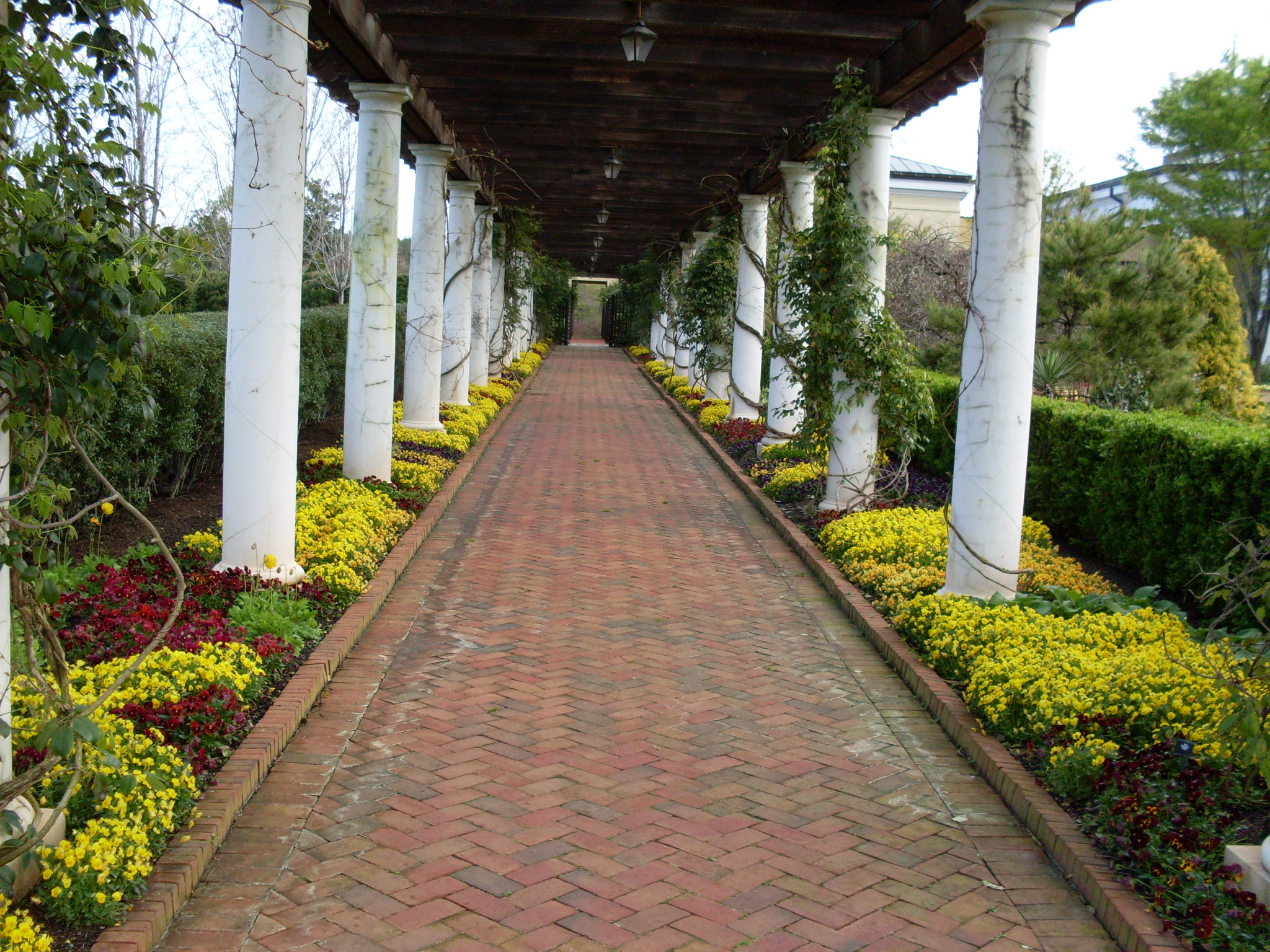
Ogród botaniczny
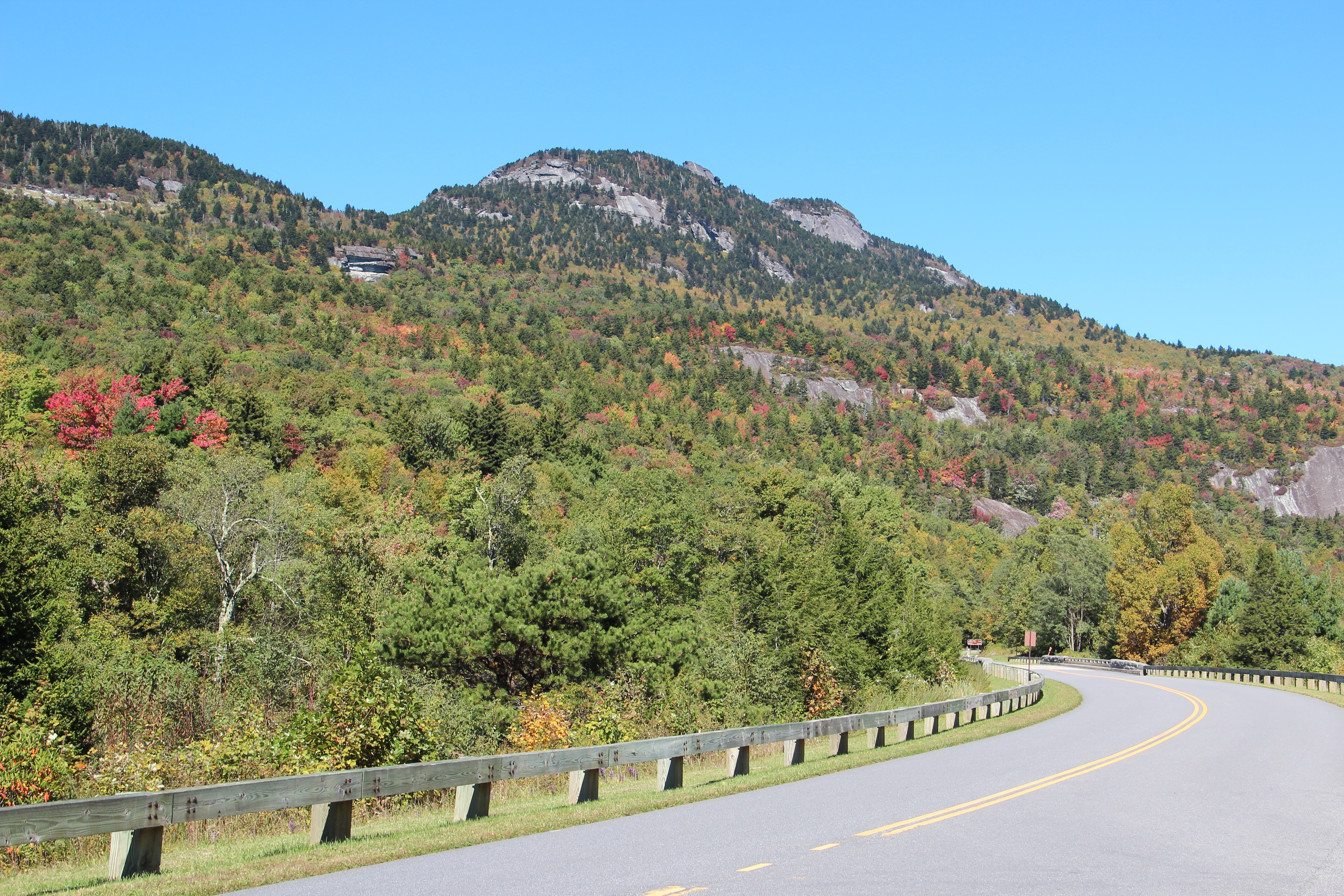
Grandfather Mountain
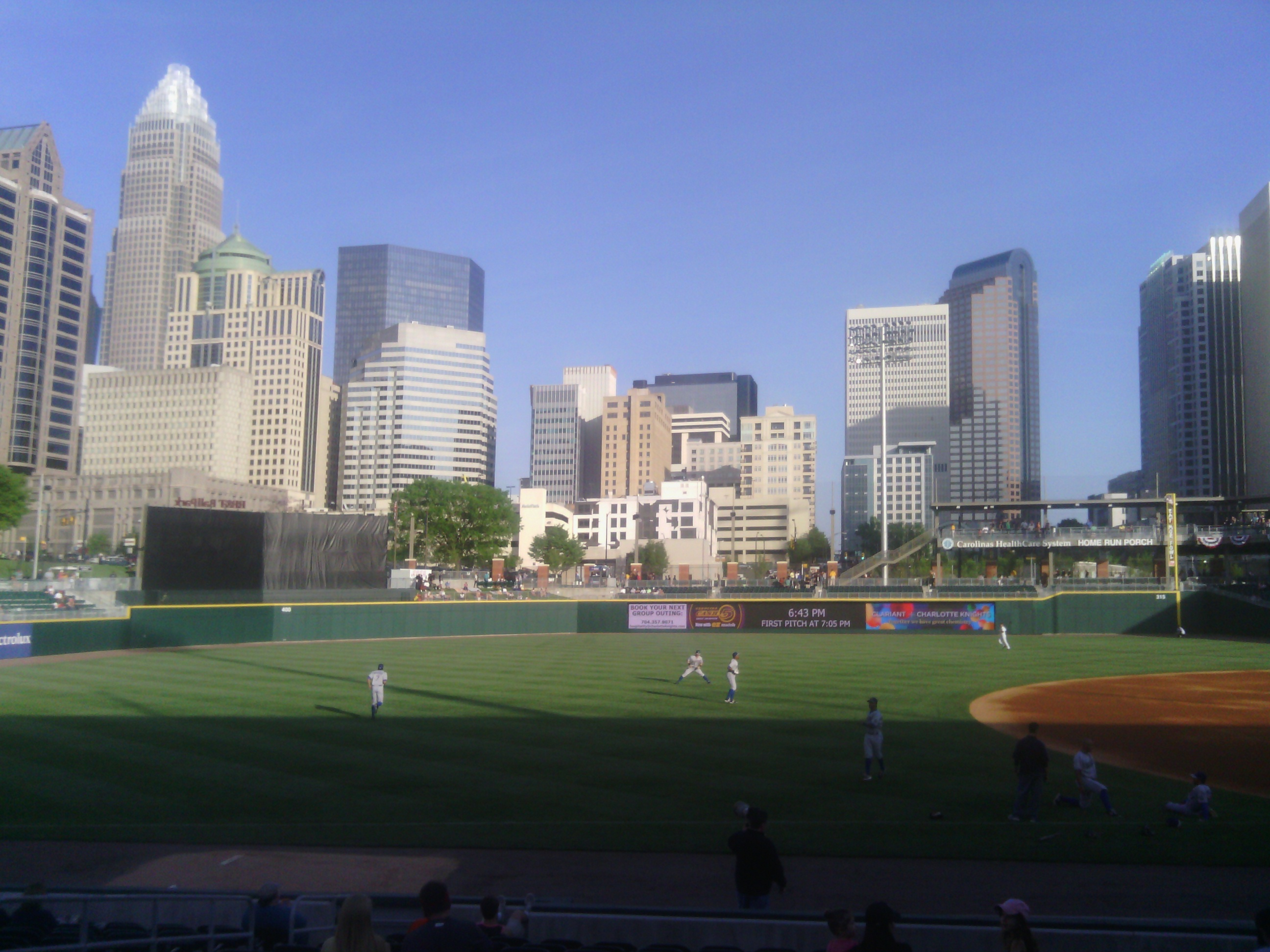
Stadion baseballowy